# Stade olympique de l'Indépendance de Managua
Le Stade Olympique de l'I.N.D. de Managua ou Estadio Olímpico del I.N.D. (Espagnol: Instituto Nacional de Deportes; Français: Institut National des Sports) Managua est un stade de football situé à Managua, au Nicaragua.
Le stade accueille les matchs à domicile des clubs d'América Managua, Deportivo Walter Ferretti et Managua FC. Sa capacité est de 8 000 places.